# نرگس‌واران
نرگس‌واران (نام علمی: Amaryllidoideae) نام یک زیرخانواده از خانواده نرگسیان است.